# Luca Tognozzi
Luca Tognozzi (Firenze, 3 ottobre 1977) è un allenatore di calcio ed ex calciatore italiano, di ruolo centrocampista, tecnico dell'Affrico.
Dal 27 maggio 2007 è cittadino onorario della città di Reggio Calabria.

## Carriera
È cresciuto calcisticamente nelle giovanili della Fiorentina, da cui viene girato alla Colligiana dove disputa due campionati di Serie D, prima di trasferirsi alla Castiglionese e poi, in Serie C1, al Montevarchi dove però non trova spazio. Torna quindi in D, prima in forza alla Fortis Juventus di Borgo San Lorenzo e, quindi, al Sansovino all'epoca allenato da Maurizio Sarri, che segue alla Sangiovannese in Serie C2 e al Pescara nella serie cadetta, prima di essere ceduto alla Reggina nella massima serie.
Ha esordito in A il 15 ottobre 2006 in occasione della vittoria interna contro la Roma (1-0). Gioca un buon campionato di Serie A 2006-2007, contribuendo all'eccezionale salvezza della Reggina, partita con ben 11 punti di penalizzazione per gli strascichi di Calciopoli. Il 21 ottobre 2007, nella gara casalinga con l'Inter, a causa di un brutto fallo di Patrick Vieira si infortuna al terzo metatarso del piede destro e rimane fuori dal campo per due mesi; quindi rientra stabilmente in squadra contribuendo alla salvezza della Reggina.
Passa al Brescia il 2 febbraio 2009, ultimo giorno della finestra di mercato invernale, con la formula del prestito con diritto di riscatto a favore della società lombarda. Rientrato alla Reggina, ormai retrocessa in B, il 10 luglio 2009 viene ceduto a titolo definitivo al Pescara.
Il 31 agosto 2011 firma per i costieri del Sorrento, ritornando sotto la guida del suo "mentore" Sarri. Improvvisamente, l'11 gennaio 2012 rescinde anticipatamente il contratto che lo lega ai costieri, risultando così svincolato.
Il 29 gennaio 2012 si accorda con il Borgo a Buggiano, club di Lega Pro Seconda Divisione. Nel settembre dello stesso anno firma per la Rignanese, formazione militante nel campionato toscano di Eccellenza, dove rimane fino a dicembre. Nel gennaio 2013 viene ingaggiato dalla Larcianese, sempre nell'Eccellenza toscana.
Allenatore
Nel 2013-14 è alla guida degli allievi della Pistoiese.
Nella stagione 2023-24 viene ingaggiato dall'Affrico, squadra Toscana, neo promossa nel torneo di Promozione con cui vince il campionato, ottenendo così la promozione in Eccellenza.
Nel campionato successivo, decide di ripartire ancora dalla Promozione, alla guida dell'Audax Rufina.

## Statistiche

### Presenze e reti nei club
Statistiche aggiornate al 15 gennaio 2013.
| Stagione       | Squadra          | Serie | Presenze | Reti |
| 1995-1996      | Fiorentina       | A     | 0        | 0    |
| 1996-1998      | Colligiana       | D     | 58       | 3    |
| 1998-1999      | Castiglionese    | D     | 20       | 0    |
| 1999-2000      | Montevarchi      | C1    | 0        | 0    |
| 2000-2001      | Fortis Juventus  | D     | 20       | 1    |
| 2001-2002      | Sansovino        | D     | 29       | 1    |
| 2002-2003      | Sansovino        | D     | 22       | 2    |
| 2003-2004      | Sangiovannese    | C2    | 28       | 1    |
| 2004-2005      | Sangiovannese    | C1    | 33       | 2    |
| 2005-2006      | Pescara          | B     | 35       | 2    |
| 2006-2007      | Reggina          | A     | 24       | 0    |
| 2007-2008      | Reggina          | A     | 22       | 0    |
| 2008-gen. 2009 | Reggina          | A     | 10       | 0    |
| gen.-giu. 2009 | Brescia          | B     | 18       | 2    |
| 2009-2010      | Pescara          | LP1D  | 24       | 3    |
| 2010-2011      | Pescara          | B     | 28       | 0    |
| 2011-gen. 2012 | Sorrento         | PD    | 8        | 0    |
| gen.2012 -     | Borgo a Buggiano | SD    | 12       | 1    |
| 2012-dic.2012  | Rignanese        | Ecc.  | ?        | ?    |
| gen.2013-      | Larcianese       | Ecc.  | 0        | 0    |